# Überdorf (Nümbrecht)
Überdorf ist ein Ortsteil von Nümbrecht im Oberbergischen Kreis im südlichen Nordrhein-Westfalen innerhalb des Regierungsbezirks Köln.

## Lage und Beschreibung
Der Ort liegt zwischen Drabenderhöhe im Norden und Marienberghausen im Süden. Im Westen grenzt er an Oberstaffelbach. Der Ort liegt in Luftlinie rund 4,9 km nordwestlich vom Ortszentrum Nümbrechts entfernt.

## Geschichte

### Erstnennung
1575 wurde der Ort das erste Mal urkundlich erwähnt und zwar „Hannes van Ovendorff wird bei Auseinandersetzungen zwischen Berg und Sayn erwähnt.“
Die Schreibweise der Erstnennung war Ovendorff.

## Freizeit

### Vereinswesen
- Haus Wiesengrund Tagungs- und Gästehaus des Ev. Kirchenverbandes Köln und Region